# Marie-Claude Mattéi-Müller
Marie-Claude Mattéi-Müller   (1947) és una antropòloga i etnolingüista franco-veneçolana, professora de la Universitat Central de Veneçuela.
Ha realitzat nombrosos treballs al voltant de les llengües indígenes a Veneçuela. Entre els idiomes sobre els quals ha produït obres especialitzades es troben els llengües yanomami, llengua panare, llengua mapoyo, llengua hodi i llengua yabarana.
En 2009 Mattéi-Müller va rebre junt amb Jacinto Serowe el premi nacional de Ciència i Tecnologia en Ciències Socials.

## Obra
- Mattéi-Müller, Marie-Claude; Henley, Paul; Reid, Howard. Cultural and linguistic affinities of the foraging people of North Amazonia: a new perspective (en anglès). 83, 1996, p. 3-37 (Antropológica).
- Mattéi-Müller, Marie-Claude. Diccionario ilustrado Panare-Español Español-Panare.
- Mattéi-Müller, Marie-Claude. Lengua y cultura yanomami: diccionario ilustrado yanomami-español / español-yanomami, 2007.